# Stádla
Stádla jsou samota, část města Prachatice v okrese Prachatice v Jihočeském kraji. Nachází se asi 3,5 kilometru západně od Prachatic. Jsou zde evidovány dvě adresy. V roce 2011 zde trvale žili tři obyvatelé.
Stádla jsou také název katastrálního území o rozloze 0,87 km².

## Historie
První písemná zmínka o vesnici pochází z roku 1589.

## Obyvatelstvo
| Rok            | 1869 | 1880 | 1890 | 1900 | 1910 | 1921 | 1930 | 1950 | 1961 | 1970 | 1980 | 1991 | 2001 | 2011 | 2021 |
| -------------- | ---- | ---- | ---- | ---- | ---- | ---- | ---- | ---- | ---- | ---- | ---- | ---- | ---- | ---- | ---- |
| Počet obyvatel | 107  | 93   | 76   | 84   | 87   | 90   | 88   | 13   | 0    | 0    | 0    | 5    | 3    | 3    | 5    |
| Počet domů     | 16   | 18   | 15   | 15   | 14   | 15   | 15   | 17   | 0    | 0    | 0    | 1    | 2    | 2    | 2    |

## Obecní správa
Při sčítání lidu v letech 1850–1879 Stádla byla osadou obce Perlovice v okrese Prachatice. V letech 1880–1949 byla osadou obce Volovice v okrese Prachatice. V letech 1950–1960 byla osadou obce Oseky v okrese Prachatice. V následujícím období byla osada úředně zrušena a jako část města Prachatice byla obnovena 1. ledna 2002.

## Pamětihodnosti
- Přírodní památka Stádla, lokalita s bohatým výskytem prstnatce bezového